# Горица Липничка
Горица Липничка је насељено место у саставу општине Рибник у Карловачкој жупанији, Република Хрватска.

## Историја
До територијалне реорганизације у Хрватској насеље се налазило у саставу старе општине Озаљ.

## Становништво
На попису становништва 2011. године, Горица Липничка је имала 13 становника.